# 天高娛樂
天高娛樂（英語：Sky High Entertainment）是由男藝人古天樂成立，位於香港的演藝娛樂公司，天下一集團子公司，成立於2017年，業務包括藝人管理和經理人。

## 旗下藝人

### 現在
| 男藝人 | 男藝人 | 男藝人 | 男藝人 | 男藝人 |
| ------ | ------ | ------ | ------ | ------ |
| 林 峯  | 游學修 | 凌文龍 | 胡卓希 | 黃浩然 |
| 湯君慈 |        |        |        |        |
| 女藝人 |        |        |        |        |
| 宣 萱  | 余安安 | 周秀娜 | 陳苡臻 | 陳靜   |

## 外部連結
- 天高娛樂 Sky High Entertainment的Facebook專頁
- 天高娛樂的Instagram帳戶